# Liste des commanderies templières en Lorraine
| Cette liste recense les commanderies et maisons ayant appartenu à l’ordre du Temple dans la région Lorraine. |

## Faits marquants et histoire
Du point de vue historique, cette région correspondait en grande partie au duché de Lorraine, vassal du Saint-Empire romain germanique et les commanderies devaient donc dépendre du maître de la province d'Allemagne  à l'exception de celles qui se trouvaient dans le comté de Bar qui elles dépendaient de la province de France. Les commanderies rattachées à la province d'Allemagne formaient la baillie de Lorraine aux ordres d'un commandeur, incluant une partie des commanderies situées dans l'actuel land de Rhénanie-Palatinat en Allemagne.
Après la dissolution de l'ordre, ses biens ne furent pas tous confiés aux hospitaliers et certains devinrent propriété des ducs et comtes de la région.

## Commanderies
: édifice classé au titre des monuments historiques.
| Commanderie                           | Ville actuelle (ou à proximité) | Observations                |
| ------------------------------------- | ------------------------------- | --------------------------- |
| Avillers                              | Avillers-Sainte-Croix           | [ 4 ]                       |
| Baru                                  | ?, Comté de Bar                 | à vérifier Peut-être Braux? |
| Bellieuvre                            | Brouvelieures                   | ,                           |
| Braux                                 | Ancerville                      | [ 8 ]                       |
| Cattenom                              | Cattenom                        | [ 9 ]                       |
| Cercueil                              | Cerville                        | [ 10 ]                      |
| Doncourt-aux-Bois (Fresnes-en-Woëvre) | Doncourt-aux-Templiers          | ,                           |
| Gelucourt                             | Gelucourt                       | [ 14 ]                      |
| Hattonchâtel (Hospice)                | Hattonchâtel                    | [ 15 ]                      |
| Jezainville                           | Jezainville                     | [ 16 ]                      |
| La Warge                              | Heippes                         | à vérifier,                 |
| Libdeau                               | Toul                            | ,                           |
| Longuyon                              | Longuyon et Longwy              | [ 20 ]                      |
| Marbotte                              | Apremont-la-Forêt, Saint-Mihiel | ,                           |
| Metz (chapelle)                       | Metz                            | ,                           |
| Millery                               | Millery                         | [ 25 ]                      |
| Norroy                                | Norroy                          | [ 26 ]                      |
| Pierrevillers                         | Pierrevillers                   | (église),                   |
| Reusanville                           | ?, diocèse de Toul              | [ 5 ]                       |
| Richemont                             | Richemont                       | [ 14 ]                      |
| Saint-Epvre                           | Dagonville                      | [ 30 ]                      |
| Saint-Georges                         | Lunéville                       | à vérifier                  |
| Saint-Jean                            | Étain                           | [ 31 ]                      |
| Verdun                                | Verdun                          | [ 32 ]                      |
| Virecourt                             | Virecourt                       | ,                           |
| Xugney                                | Rugney                          | ,                           |

| Localisation géographique (Liens vers les articles correspondants) |
| --- |
| \| Alsace Champagne Ardenne Franche-Comté Luxembourg Rhénanie-Palatinat et la Sarre Wallonie Avillers -Baru Bellieuvre Braux -Cattenom -Cercueil Doncourt. -Gelucourt -Hattonchâtel Jezainville La Warge Libdeau -Longuyon Marbotte Metz -Millery Norroy -Pierrevillers Reusanville Richemont St-Epvre -St-Georges St-Jean -Verdun Virecourt Xugney \| |
| Alsace Champagne Ardenne Franche-Comté Luxembourg Rhénanie-Palatinat et la Sarre Wallonie Avillers -Baru Bellieuvre Braux -Cattenom -Cercueil Doncourt. -Gelucourt -Hattonchâtel Jezainville La Warge Libdeau -Longuyon Marbotte Metz -Millery Norroy -Pierrevillers Reusanville Richemont St-Epvre -St-Georges St-Jean -Verdun Virecourt Xugney       |

## Autres lieux
La présence des templiers est attestée dans d'autres lieux mais on ignore s'il s'agissait de commanderies ou de biens rattachés à d'autres commanderies. 
- C'est le cas par exemple de Couvertpuis où il y avait une maison et une chapelle mais on sait seulement que ce lieu dépendait de la commanderie de Ruetz en Haute-Marne[37],[38].

- Le moulin de Longwy qui fut donné en 1226 aux templiers de Longuyon[39].

- La chapelle de Mousson[40] mais certains auteurs contestent qu'elle ait pu appartenir aux templiers[41].